# Lennart Häggroth
Hans Lennart „Klimpen“ Häggroth  (* 2. März 1940 in Övertorneå; † 28. August 2016 in Skellefteå) war ein schwedischer Eishockeytorwart.

## Karriere
Lennart Häggroth begann seine Karriere als Eishockeyspieler beim zweitklassigen Kiruna AIF. Im Alter von 21 Jahren wechselte er zum Skellefteå AIK, für dessen Profimannschaft er von 1961 bis 1966 in der Division 1, der damals höchsten schwedischen Spielklasse, aktiv war. Anschließend kehrte er nach Kiruna zurück. Von 1969 bis 1972 lief der Torwart für den Clemensnäs HC auf, mit dem er 1970 in die zweitklassige Division 2 abstieg. Zuletzt spielte er in der Saison 1972/73 für den Zweitligisten CRIF. 

### International
Für Schweden nahm Häggroth an den Olympischen Winterspielen 1964 in Innsbruck teil, bei denen er mit seiner Mannschaft die Silbermedaille gewann. Zudem stand er im Aufgebot seines Landes bei den Weltmeisterschaften 1962 und 1963. Bei der WM 1962 gewann er mit seiner Mannschaft die Goldmedaille. Als bestes europäisches Team wurde Schweden zudem Europameister. Bei der WM 1963 gewann er mit seinem Land die Silbermedaille. 

## Erfolge und Auszeichnungen
- 1962 Schwedisches All-Star Team

### International
- 1962 Goldmedaille bei der Weltmeisterschaft
- 1962 All-Star-Team der Weltmeisterschaft
- 1962 Bester Torhüter der Weltmeisterschaft
- 1963 Silbermedaille bei der Weltmeisterschaft
- 1964 Silbermedaille bei den Olympischen Winterspielen